# Derensili Sanches Fernandes
Derensili Sanches Fernandes (Rotterdam, 28 mei 2001) is een Nederlands voetballer die als aanvaller voor Excelsior Rotterdam speelt.

## Carrière
Derensili Sanches Fernandes speelde in de jeugd van Neptunus-Schiebroek en Excelsior. Hij maakte in het begin van het seizoen 2020/21 deel uit van de eerste selectie van Excelsior en zat enkele wedstrijden op de bank. Voor hij zijn debuut maakte voor Excelsior werd hij in oktober 2020 aangetrokken door FC Utrecht, waar hij een contract tot medio 2022 tekende. Hij debuteerde in het betaald voetbal voor Jong FC Utrecht op 16 oktober 2020, in de met 1-4 verloren thuiswedstrijd tegen N.E.C. Hij kwam in de 88e minuut in het veld voor Jeredy Hilterman.

### Statistieken
| Seizoen                        | Club            | Land           | Competitie     | Competitie | Competitie | Beker | Beker | Totaal | Totaal |
| Seizoen                        | Club            | Land           | Competitie     | Wed.       | Dlp.       | Wed.  | Dlp.  | Wed.   | Dlp.   |
| ------------------------------ | --------------- | -------------- | -------------- | ---------- | ---------- | ----- | ----- | ------ | ------ |
| 2020/21                        | Excelsior       | Nederland      | Eerste divisie | 0          | 0          | 0     | 0     | 0      | 0      |
| 2020/21                        | Jong FC Utrecht | Nederland      | Eerste divisie | 23         | 1          | –     | –     | 23     | 1      |
| 2021/22                        | Jong FC Utrecht | Nederland      | Eerste divisie | 30         | 3          | –     | –     | 30     | 3      |
| 2022/23                        | Jong FC Utrecht | Nederland      | Eerste divisie | 30         | 8          | –     | –     | 30     | 8      |
| 2022/23                        | FC Utrecht      | Nederland      | Eredivisie     | 3          | 0          | –     | –     | 3      | 0      |
| 2023/24                        | Excelsior       | Nederland      | Eredivisie     | 19         | 1          | 2     | 0     | 21     | 1      |
| Carrièretotaal                 | Carrièretotaal  | Carrièretotaal | Carrièretotaal | 105        | 13         | 2     | 0     | 107    | 13     |
| Bijgewerkt op 12 februari 2024 |                 |                |                |            |            |       |       |        |        |